# Igor Iljinski

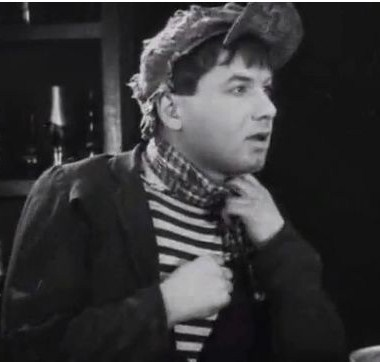
Igor Iljinski jako Tapioka w filmie Proces o trzy miliony (1926)

Igor Władimirowicz Iljinski (ros. Игорь Влади́мирович Ильинский, ur. 11 lipca?/24 lipca 1901 w Moskwie, zm. 13 stycznia 1987 w Moskwie) – rosyjski aktor oraz reżyser teatralny i filmowy okresu radzieckiego. Ludowy Artysta ZSRR (1949), Bohater Pracy Socjalistycznej (1974). Autor książek o tematyce teatralnej i wspomnieniowej, z których jedna została przełożona na język polski. 

## Życiorys
Urodził się w Moskwie w rodzinie lekarza wojskowego. W 1917 roku rozpoczął naukę w studio teatralnym Fiodora Komissarżewskiego. Debiutował na scenie zawodowego teatru w lutym 1918. Pracował w różnych moskiewskich teatrach, min. w Teatrze „Nietoperz” (Летучая мышь), Teatrze Rewolucyjnej Satyry, Moskiewskim Akademickim Teatrze Artystycznym (MChAT), Teatrze R.S.F.S.R. Nr 1 Wsiewołoda Meyerholda (przekształconym później w Teatr im. Meyerholda), akademickim Teatrze Małym, a także w objazdowym zespole Pierwszego Robotniczego Teatru Proletkultu. Występował w spektaklach teatru telewizji.
Zmarł w Moskwie i został pochowany na moskiewskim Cmentarzu Nowodziewiczym.

## Wybrana filmografia

### aktor
- 1924: Aelita (Аэлита)
- 1924: Sprzedawczyni papierosów (Папиросница от Моссельпрома)
- 1925: Krojczy z Torżka (Закройщик из Торжка)
- 1926: Proces o trzy miliony (Процесс о трёх миллионах) jako Tapioka
- 1926: Miss Mend (Мисс Менд)
- 1926: Kiedy budzą się martwi (Когда пробуждаются мёртвые)
- 1927: Filiżanka herbaty (Чашка чая)
- 1927: Pocałunek Mary Pickford (Поцелуй Мэри Пикфорд)
- 1928: Lalka z milionami (Кукла с миллионами)
- 1930: Odpust na św. Jorgena (Праздник Святого Йоргена)
- 1938: Wołga-Wołga (Волга-Волга)
- 1939: Chirurgia (Хирургия)
- 1958: Noc karnawałowa (Карнавальная ночь)
- 1962: Huzarska ballada (Гусарская баллада)

### reżyser i aktor
- 1936: Однажды летом
- 1969: Старый знакомый
- 1971: Эти разные, разные, разные лица

## Publikacje
- Igor Iljinski: Pamiętnik aktora. Warszawa: Wydawnictwa Artystyczne i Filmowe, 1962. Brak numerów stron w książce  (tytuł oryginału: Сам о себе)
- Игорь Ильинский: Со зрителем наедине. Беседы о театральном искусстве. Москва: Молодая гвардия, 1964. Brak numerów stron w książce